# Żurawna
Żurawna – wieś w rejonie lityńskim obwodu winnickiego.